# Фелле, Бернар
Бернар Фелле (фр. Bernard Fellay; 12 апреля 1958, Сьерр, Швейцария) — католический епископ и генеральный настоятель традиционалистского католического священнического братства святого Пия X (SSPX).
Фелле был объявлен отлучённым от Римско-католической Церкви Latae sententiae в 1988 году из-за его несанкционированного рукоположения архиепископом Марселем Лефевром, которое, по мнению Святого Престола было «незаконным» и «раскольническим актом». Отлучение было снято со стороны Святого Престола в январе 2009 года.

## Ранняя жизнь и служение
В октябре 1977 года, в возрасте девятнадцати лет, Фелле начал учиться на священника на Международной семинарии Святого Пия X в Эконе, Швейцария.
29 июня 1982 года он был рукоположен в священники архиепископом Марселем Лефевром. После своего рукоположения он был назначен генеральным казначеем SSPX и находился в Риккенбахе, штаб-квартире SSPX в Швейцарии. На этой должности он оставался в течение ближайших десяти лет.

## Рукоположение и отлучение
В июне 1988 года архиепископ Марсель Лефевр объявил о своём намерении посвятить Фелле и трёх других священников в епископы. Лефевр не имел папского мандата на эти посвящения (то есть разрешение от папы) как правило, требуемого Каноном 1382 Кодекса канонического права.
17 июня 1988 года кардинал Бернарден Гантен — префект Конгрегации по делам епископов послал Фелле формальное каноническое предупреждение, что он автоматически понесёт наказание в виде отлучения от церкви, если бы он был рукоположен Лефевром без папского разрешения.
30 июня 1988 года Фелле и трое других священников были хиротонисаны во епископов архиепископом Лефевром. 1 июля 1988 года кардинал Гантен выступили с заявлением о том, что Лефевр, Фелле, а три других недавно рукоположен епископами «навлекли на себя ipso facto отлучение latae sententiae, предусмотренное апостольским престолом».
2 июля 1988 года Папа Иоанн Павел II издал motu proprio Ecclesia Dei, в котором он подтвердил отлучение от церкви, и охарактеризовал посвящение в качестве акта «неповиновения римскому понтифику в очень серьёзном вопросе и высшей важности для единства Церкви» и что «такое неповиновение, которое предполагает на практике отказ от римского примата, представляет собой раскольнический акт». Кардинал Дарио Кастрильон Ойос, глава комиссии, ответственной за реализацию Ecclesia Dei, сказал, что это привело к «ситуации разделения, даже если оно не было формальным расколом».
Фелле и его сторонники отрицали законность отлучения от церкви, говоря, что хиротонии были необходимы в связи с моральным и богословским кризисом в католической церкви.

## Генеральный настоятель Священнического братства святого Пия X
В июле 1994 года генеральный капитул SSPX встретились в Эконе и избрал Фелле генеральным настоятелем, преемником Франца Шмидбергера. 12 июля 2006 года он был переизбран ещё на один двенадцатилетний срок, который истекает в 2018 году. Некоторые противники SSPX, в первую очередь старокатолическое сеть TRADITIO, подвергла критике 12-летний срок, как слишком долгий, отметив, что другие церковные ордена имеют 4-летний срок. Тем не менее, SSPX не объявил об изменении длины срока.
29 августа 2005 года Фелле получил аудиенцию у Папы Бенедикта XVI в Кастель Гандольфо. В аудиенция также приняли участие кардинал Ойос Кастрильон и Шмидбергер. Они обсудили современное состояние Церкви и SSPX, вопросы модернизма в Церкви, возобновление Тридентской мессы, и возможного признания SSPX Святым Престолом.
1 апреля 2016 года в Ватикане встретился с папой Франциском.
11 июля 2018 года был избран новый генеральный настоятель братства, им стал отец Давиде Пальярани, а монсеньор Фелле покинул свой пост.